# تیم جانسون (سناتور آمریکایی)
تیم جانسون (به انگلیسی: Tim Johnson) (زادهٔ ۲۸ دسامبر ۱۹۴۶) سناتور ایالت داکوتای جنوبی در سنای ایالات متحده آمریکا است که برای نخستین‌بار در ۳ ژانویه ۱۹۹۷ به‌عضویت این مجلس درآمد. وی در زمرهٔ سناتورهای گروه دوم است که به‌مدت ۴ سال در سنا حضور دارند و تا تاریخ ۳ ژانویه ۲۰۱۵ در این مجلس خواهد بود.